# Xylanthemum macropodum
Xylanthemum macropodum là một loài thực vật có hoa trong họ Cúc. Loài này được (Hemsl. & Lace) K.Bremer & Humphries miêu tả khoa học đầu tiên năm 1993.